# Felons and Revolutionaries
Felons and Revolutionaries – debiutancka płyta industrial metalowej grupy Dope. Album wydany został w 1999 roku za pośrednictwem Epic Records i sprzedał się w ilości 236'000 kopii w Stanach Zjednoczonych.

## Lista utworów
1. "Pig Society" – 3:13
2. "Debonaire" – 2:33
3. "Everything Sucks" – 3:01
4. "Sick" – 3:11
5. "Kimberly's Ghost" – 3:18
6. "Spine for You" – 4:39
7. "One Fix" – 3:41
8. "Fuck tha Police" (N.W.A cover) – 4:04
9. "Intervention" – 2:45
10. "America the Pitiful" – 2:42
11. "Shit Life" – 4:13
12. "Wake Up" – 3:20
13. "I Am Nothing" – 4:12
14. "You Spin Me 'Round (Like a Record)" (Dead or Alive cover, dodawany w nowszych wydaniach płyty)